# Битва за Триполи
Битва за Триполи (араб.  معركة طرابلس ‎ maʼarikat Ṭarābulus) — одно из сражений гражданской войны в Ливии между приверженцами ливийского лидера Муаммара Каддафи и сторонниками Национального переходного совета, за овладение столицей Ливии Триполи. Битва началась 20 августа 2011 года с наступления повстанческих сил извне города.
В условиях сложившейся на фронтах в Ливии патовой ситуации, французское правительство провело операцию по снабжению оружием ливийских (интернациональных) революционеров[когда?], действующих в регионе Западные Горы к юго-западу от Триполи: «Контейнеры с автоматами, пулеметами, гранатометами и противотанковыми ракетными комплексами Milan поначалу сбрасывались на парашютах над позициями повстанцев с транспортных самолётов. После того, как оппозиционеры добились значительных успехов, очистив от сторонников Каддафи почти весь регион, в двух местах были оборудованы небольшие аэродромы, куда стали приземляться самолёты из арабских стран, на борту которых было всё то же оружие».
Это способствовало тому, что в первой декаде августа в ходе войны произошёл перелом. Противники режима Каддафи подготовили и провели неожиданную и мощную атаку на Триполи, поддерживаемую с воздуха авиацией стран НАТО (в первую очередь США, Великобритании и Франции).
О событиях битвы достоверных сведений из российских источников изначально не было, во многом в силу того, что российские журналисты в момент начала битвы за Триполи в столице Ливии не присутствовали. Сообщения, распространяемые информационными агентствами, некоторые российские блогеры пытались опровергнуть, считая «картинку», предлагаемую СМИ, не соответствующей действительности. Многих обозревателей удивляла та скорость, с которой противники режима сумели добраться до столицы, преодолев за 15 дней около ста километров, в том числе войдя в стратегически важный город Эз-Завия, сумев взять его под свой контроль за неделю. В дальнейшем группа российских журналистов смогла въехать на территорию Ливии через КПП Дехиба-Вазин с южного Туниса и добраться до Триполи, подтвердив информацию, передаваемую мировыми СМИ.

## Ход битвы
20 августа началось наступление противников Каддафи на Джанзур, находящийся между Эз-Завией и Триполи. Одновременно представитель Военного совета Мисраты Саид Али Гливан заявил, что силы 32-й бригады Хамис — самого дееспособного соединения войск Каддафи — были ценой высоких потерь повстанцев (более 30 погибших) выбиты со Злитена. Также было заявлено о подготовке наступления на Зувару.
21 августа сообщалось о непродолжительных боях в Джанзуре. Появилась информация о восстании в восточном пригороде Триполи — Таджуре, а также о высадке десанта с повстанцами Мисраты в порту Триполи. Представитель Переходного Национального Совета Ливии Абдель Хафиз Гога заявил, что «Наступило время 'Ч' и повстанцы подняли восстание в Триполи».
Одновременно информационное агентство AFP сообщило, что на западе Ливии революционеры вышли к границе с Тунисом на побережье Средиземного моря и уже взяли под свой контроль пограничный переход с Тунисом Рас-Адждир. Сообщалось, что недалеко был бой, однако позднее эта информация не подтвердилась.
22 августа стали поступать сообщения, что повстанцы, не встречая особого сопротивления, вошли в Триполи, а отдельные военные подразделения, в том числе и личная гвардия Каддафи, сложили оружие. Поступавшие с Триполи, как и с Эз-Завии, видеорепортажи зарубежных телеканалов, которые показывали ликование людей на улицах города, некоторые российские блогеры назвали фальшивкой. Поступает информация, что возле Баб-эль-Азизии, а также в районе Сук-Альджума столкновения правительственных войск с повстанцами продолжаются. Сообщалось о захвате двух сыновей Муаммара Каддафи — Саифа аль-Ислама Каддафи и Мухаммеда Каддафи, что впоследствии было опровергнуто. Телеканал CNN сообщает, что повстанцы в ночь на 22 августа сумели также взять под свой контроль Зелёную площадь в центре Триполи, которую они хотят переименовать на Площадь Мучеников. Поступает неподтверждённая информация о боях в районе правительственного комплекса Баб-эль-Азизия. В этот же день пришли сообщения о взятии повстанцами телецентра и штаб-квартиры Государственного телевидения Ливии в Триполи, после чего сразу же прекратилось вещание телеканалов, которые до этого несколько месяцев не переставая вели пропаганду режима. Несколько ранее в СМИ появилась информация, что в Триполи впервые за полгода появился Интернет. В сообщениях СМИ приводились совершенно противоречивые сведения о том, какой процент территории Триполи находится под контролем мятежников (от 75 до 90 %). Репортёры Аль-Джазиры сообщают об артиллерийской стрельбе вблизи Баб-эль-Азизии. Иностранные репортёры, находящиеся в гостинице Риксос в Триполи, сообщают, что вблизи гостиницы слышны выстрелы и, судя по всему, идут бои. При этом они сообщают, что семьи высокопоставленных чиновников режима Каддафи покинули гостиницу Риксос.
В интернете появилось видео, показывающее, что Зинтанский батальон повстанцев контролируют аэропорт Триполи.
Также сообщается о боях за авиабазу Митига и район Аль-Мансур.
Аль-Джазира сообщила, что, возможно, началось восстание и в Эль-Хомсе, находящемся между Злитеном и Триполи. В этот же день корреспондент Аль-Джазиры, направлявшийся с отрядами повстанцами с Мисраты в сторону Триполи сообщил, что Эль-Хомс находится под контролем оппозиционных сил, однако рядом со Злитеном были очаги сопротивления правительственных войск.
По неподтверждённым данным, 22 августа город Зувара на побережье Средиземного моря подвергся сильному обстрелу с систем залпового огня с трёх направлений. Данные нуждаются в подтверждении.
Телеканал Аль-Джазира сообщает, что силы НАТО перехватили крылатую ракету, выпущенную в Сирте.
В ночь с 22-го на 23-го отряд из 17 бойцов британского SAS столкнулся с элитной 32-й бригадой ливийской армии. Как сообщалось, интервенты, намеревавшиеся осуществить диверсию в тылу противника, вместе с местным проводником и некими арабскими наёмниками попали в засаду сторонников Каддафи и их союзников, в результате чего погибло несколько британских спецназовцев. Помогавший им житель столицы попал в плен.
23 августа Саиф аль-Ислам Каддафи появился в гостинице Риксос и опроверг слухи о своём аресте. Взять под свой контроль Баб-эль-Азизию повстанцы накануне не смогли, так как сообщается, что в этом районе высокая концентрация правительственных войск. Накануне авиация НАТО осуществила мощнейшую бомбардировку Баб-эль-Азизии, поразив как минимум 40 целей. Обозреватели предполагают, что полковник Каддафи с высокой долей вероятности может находиться именно в правительственном комплексе Баб-эль-Азизия. Обозреватели полагают, что, благодаря подземным коммуникациям, которые, в частности, соединяют Баб-эль-Азизию и гостиницу Риксос, Каддафи и высокопоставленные чиновники Джамахерии, а также верные ему войска всё ещё могут передвигаться по Триполи. Телеканал Аль-Джазира сообщает, что повстанцы находятся в 500 метрах от правительственной резиденции Баб-эль-Азизия. Также приходят сообщения от журналистов и репортёров, находящихся в гостинице Риксос. По их словам, в гостинице, которую власти запретили им покидать, нет света.
Телеканал Аль-Джазира сообщает, что повстанцы преодолели первые ворота и вошли на территорию Баб-эль-Азизии. Перед этим авиация НАТО разрушила часть стены комплекса Баб-эль-Азизия, благодаря чему их отряды смогли проникнуть внутрь. Вечером 23 августа появились сообщения, что силы повстанцев сумели захватить Баб-эль-Азизию.
Есть и сообщения, говорящие о противоречивости и нестабильности ситуации в Триполи и свидетельствующие о том, что правительственные войска не потеряли контроль над частью территории Ливии. В частности, Первый канал сообщил, что его корреспондент, находящийся в Тунисе, не смог пересечь границу с Ливией через пограничный пункт Рас-Адждир, который остается в руках лоялистов, и граница по-сути, закрыта. Известно также, что такие важные города, как Бени-Валид, Сирт, а также города на юге Ливии — Себха, Гадамес, Хун и Гат — оставались в руках верных Каддафи войск.
Однако город Зувара, находящийся в 60 км к востоку от границы с Тунисом, согласно сообщениям Аль-Арабии, контролируется повстанцами. Телеканал сообщает, что накануне города Зувара и Аджейлат подверглись артобстрелу правительственных войск.
24 августа большая наземная часть Триполи, включая правительственный комплекс Баб-эль-Азизия была под контролем повстанцев, однако, как сообщают Аль-Джазира и Reuters, в городе, особенно в темное время суток, ещё слышны выстрелы, в том числе артиллерийский огонь и выстрелы снайперов. Представитель режима Каддафи Мусса Ибрагим сообщил, что сопротивление повстанцам продлится месяцы и даже годы. «Мы превратим Ливию в вулкан с лавой под ногами у захватчиков и агентов-предателей» — заявил он по телефону. Сам Муамар Каддафи по телефону сообщил радиостанции Аль-Аруба, что находится в Ливии, но косвенно признал, что покинул Триполи. По его словам, «уход из Триполи и резиденции был тактическим манёвром», а находиться в части города, по которой авиация НАТО нанесла уже более 60 ракетных ударов, было бы бессмысленно. По словам представителя повстанцев Омара Аль-Гирани, по жилым районам города было выпущено 7 ракет Град, а в районе аэропорта временами слышен миномётный огонь.
Также информационное агентство Reuters сообщает о боевых действиях на юге Ливии, в Себхе.
Позже Аль-Джазира сообщила со ссылкой на представителя революционеров, что бои идут южнее Триполи, где, по некоторым данным, может укрываться сам полковник Каддафи. Сама же Баб-эль-Азизия, а также Аль-Мансура и гостиница Риксос, по словам корреспондентов Аль-Джазиры, находится под ракетным обстрелом со стороны района Абу-Салим. Ближе к вечеру появилось сообщение репортёров Аль-Джазиры, что все иностранные журналисты, находившиеся ранее в гостинице Риксос, были эвакуированы «четырьмя или пятью машинами». Сами революционеры, по словам репортёров Аль-Джазиры, используют захваченную накануне резиденцию Каддафи — Баб-эль-Азизию в качестве своего военного штаба. Приходят сообщения об ожесточённых боях в районе Абу-Салим в Триполи. Известно также, что лоялисты продолжают удерживать территорию зоопарка, а их снайперы находятся в парке Альнассер. Оплотом войск Каддафи в центре Триполи считается пансион, в котором Саиф-аль-Ислам принимал гостей. В целом, по данным революционеров, которых цитирует Аль-Джазира, в боях за Триполи на 24 августа они потеряли свыше 400 человек убитыми и 2000 раненными.
Ночью появились сообщения, что в Триполи были похищены четыре итальянских журналиста, ехавших по Триполи, а перевозивший их водитель был убит.
25 августа немного прояснилась ситуация с городом Зувара, с которого до этого приходила противоречивая информация. По словам представителя войск революционеров полковника Абду Салема, их силы удерживают город, который находится в осаде лоялистов и просят подкрепления у Зинтанского командования, однако те не могут их выделить, «так как все силы брошены на Триполи». По словам Абду Салема, революционеры заняли и контролируют центр Зувары, а участок побережья к западу от Зувары и до тунисской границы остаётся под контролем лоялистов. Чуть позже, по некоторым данным, бой за Зувару закончился и силы революционеров якобы сняли блокаду города.
В Триполи подтвердилась информация о том, что иностранные журналисты освобождены с гостиницы Риксос, а в саму гостиницу вошли войска революционеров; а также о похищении четырёх итальянских и ранении двух французских журналистов. Активные боевые действия, как сообщается, проходят по периметру захваченной накануне силами революционеров Баб-эль-Азизии, а также в соседнем районе Абу-Салим. В район Сук-Альджумаа, находящийся на северо-востоке Триполи, согласно поступающей информации, прибыли подкрепления революционеров с Мисраты, которые считаются наиболее эффективными в условиях уличных боёв. Телеканал Аль-Джазира сообщает о том, что войска революционеров начали прочёсывать подземные тоннели Триполи в поисках полковника Каддафи, а также лояльных ему войск, которые могли укрыться в подземных коммуникациях. По некоторым данным, под Триполи не менее десятка бункеров с подземной инфраструктурой, не связанных между собой. Также продолжались бои в районе Абу-Салим.
26 августа продолжилось наступление сил революционеров на юге Триполи, в районах Абу-Салим и Хатба Шаркия, которые остаются главными очагами сопротивления сил Каддафи в столице. По некоторым данным, большая часть Абу-Салима уже взята под контроль сил революционеров. Атаке войск Каддафи подвергся аэропорт Триполи, в котором, как сообщают источники революционеров, ракетным огнём были уничтожены как минимум 4 самолёта. Репортёры, освобождённые накануне с гостиницы Риксос, переместились сейчас в гостиницу «Коринфия».
Ночью в столицу из Бенгази перебрался Переходный Национальный Совет. В ответ на возросшие беспорядки и грабежи представитель переходного правительства Мустафа Абдель Джалиль просит жителей Триполи прекратить мародёрство. «Вы — это те, кто претворит в жизнь все наши мечты, мы в этом уверены, прошу вас, уважайте город вокруг вас. Это ваше имущество, берегите его», — обращается официальный представитель оппозиции Мустафа Абдель Джалиль к жителям столицы. В самом городе, как передают корреспонденты Аль-Джазиры, с Абу-Салимской тюрьмы были освобождены 107 политзаключённых.
Вечером информагентства сообщили, что революционеры продвинулись в район Ямук южнее Триполи по дороге на аэропорт Бенгашир, где находится военный лагерь бригады Хамиса. Евроньюз сообщает, что, несмотря на ожесточённое сопротивление войск Хамиса, революционерам удалось прорваться на территорию склада, где было обнаружено большое количество оружия и боеприпасов.
Параллельно приходили сообщения с западного фронта близ Тунисской границы, где, по некоторым данным, войскам революционеров удалось захватить военную базу Марзак-аль-Шамс в городе Зувара, а некоторые СМИ, ссылаясь на Аль-Джазиру, сообщили о боях войск Каддафи с силами Национальной армии в районе Рас-Адждира, возле самой ливийско-тунисской границы.
27 августа появились сообщения, что, войскам революционеров удалось взять под свой контроль главный пограничный переход на границе Ливии с Тунисом — Рас-Адждир, что открывает путь для поставок гуманитарной помощи в Триполи, который сейчас испытывает нехватку продуктов питания и медикаментов.
В Триполи сопротивление революционерам с центральной части города переместилось на его южные окраины. Бои ведутся в районе Южного аэропаорта, который, по некоторым данным, уже находится под контролем революционеров. Аль-Джазира сообщает об установлении ими контроля и над южным пригородом Триполи Саллахаддин, находящемся между столицей и Международным аэропортом, а также пригородом Триполи, известным как Каср ибн Гашир. Район Абу Салим, в котором накануне шли ожесточённые бои, как передаёт телеканал EuroNews, сейчас контролируется войсками революционеров. Сообщается, что центр Триполи постепенно возвращается к мирной жизни, однако испытывается острый дефицит продовольствия и медикаментов.
28 августа корреспонденты Аль-Джазиры сообщили, что на западе Ливии пограничный с Тунисом пункт Рас-Адждир и прилегающие к нему районы Ливии, в основном под контролем сил революционеров, а очаги сопротивления лоялистов остаются только возле города Эль-Аджейлат. По некоторым данным, в Тунис после открытия КПП Рас-Адждир хлынул поток беженцев с Ливии, а Триполи находится под контролем сил Переходного Национального Совета. В столице, по словам очевидцев, уже стреляют значительно реже, одновременно цены на продукты резко подскочили, испытывается острая нехватка воды.
После взятия оппозиционными силами Триполи бои в западной части страны перекинулись на восточную часть Триполитании, где Бени-Валид до сих пор оставался под контролем сил лоялистов. В самом Триполи, как сообщают очевидцы, стало намного спокойнее чем в предыдущие дни, в город прибывает гуманитарная помощь со стороны Туниса, а также морем. Остаются нерешёнными гуманитарные проблемы, свет часто пропадает, недостаток продуктов питания и воды. Остаётся неразведанной значительная часть подземных коммуникаций Триполи, которые могли использоваться лоялистами во время боевых действий, а также при эвакуации из города. Также одной из текущих проблем является отсутствие сил поддерживающих правопорядок в городе, о чём сообщил министр внутренних дел Переходного Национального Совета Махмуд Шаммам.
Однако, ряд источников утверждает, что оставшиеся в городе верные Каддафи отряды развернули активную диверсионную деятельность. По информации российского веб-сайта Аргументы.ру, ссылающегося на неназванный российский военно-дипломатический источник, в ночь на 4 сентября военнослужащие бригады специального назначения, которой командует Хамис Каддафи, заняв южные районы Триполи, провели несколько крупных специальных операций в столице Ливии: была взорвана гостиница «Аль Фатех», в которой жили представители повстанцев из Мисураты(было убито несколько десятков человек); ливийское ПВО продолжало контролировать воздушное пространство над столицей; всего было убито более 100 сторонников Переходного национального совета, спецназ Каддафи также понёс значительные потери (источник не уточнил их число).
По сообщениям источников, в начале сентября жизнь в городе постепенно нормализовалась. Магистрали и территории жилых кварталов столицы постепенно освобождались от остатков машин, сожжённых в ходе боёв. Большинство автозаправочных станций открылись, цены на бензин вернулись на привычный уровень. Постепенно открывались магазины. В основном восстановлены водоснабжение и подача электроэнергии; «веерные» отключения электричества в районах Триполи продолжались, однако длились всего несколько часов. На улицах ещё оставались пункты проверки документов.

## Иностранное участие
После захвата Триполи повстанцами появилась информация, что их ударной силой был спецназ Катара и ОАЭ. По версии сторонников Каддафи в штурме Триполи принимало участие три диверсионных подразделения: британский SAS, французские Иностранный легион и GIGN. При этом штурм якобы происходил не со стороны Бенгази, где находится штаб-квартира повстанцев, а с противоположной стороны, преимущественно с моря. При этом сообщаются подробности, что численность британского отряда составляла около 170 человек и большинство диверсантов была арабской национальности.
Российский телеканал Россия-24 со ссылкой на британскую Daily Telegraph передал о якобы «подтверждении Минобороны Великобритании» ведущей роли 22-го полка SAS в штурме Триполи:

Ведущую роль в штурме Триполи сыграл британский спецназ. Как пишет Daily Telegraph, эту информацию впервые подтвердили в Министерстве обороны Великобритании
В самой же Daily Telegraph эта информация приведена со ссылкой на некие «источники в министерстве обороны» («defence sources»).
Следует помнить, что первоначально заявлялось о том, что в операции НАТО не будут применяться наземные силы. Что не было исполнено.
Также сообщалось, что в боях в Триполи на стороне сил Каддафи сражались наёмники из стран Восточной Европы, в частности из Сербии, Украины и Белоруссии. По некоторым данным, в столице находились бывшие бойцы 334-го отдельного отряда 5-й бригады специального назначения. Белорусские военнослужащие, как заявлялось, выполняли функции военспецов и снайперов. Согласно информации от НПС, иностранные комбатанты попали в район Триполи из тунисского портового города Нуфейда. Порядка 30 иностранцев были арестованы по подозрению в сотрудничестве с правительством Каддафи. Среди них были девятнадцать украинцев, пятеро сербов, четверо белорусов и двое россиян.
Один из захваченных, белорус Вячеслав Качура, был ранее командиром 334-го отдельного отряда спецназначения. Он прибыл в страну с международной группой специалистов из России, Беларуси и Украины. По его словам, они не занимались армейскими делами. Однако в сентябре во время попытки бегства из столицы, Качура схватили и обвинили в работе с военным оборудованием лоялистов. В феврале 2018 года белорусские власти при поддержке правительства Чечни смогли освободить Качуру из плена. Он стал последним гражданином республики, удерживаемый в ливийском заключении. Ранее, в 2014, были освобождены трое других — Валерий Гордиенко, Игорь Едимичав и Федор Труфанав, которые были захвачены раньше Качуры, ещё в августе.

## Значение
Все три крупнейших города Ливии — Триполи, Бенгази и Мисрата — перешли под контроль Переходного Национального Совета и его сторонников.
Войска лоялистов вынуждены были оставить Триполитанию, так как крупных тыловых баз и ресурсов для ведения войны в этом регионе у них не осталось.
С падением Триполи последней крупной базой каддафистов в Ливии остался Сирт.
Большинство стран мира поменяло в посольствах зелёные флаги Джамахирии на интернациональный красно-чёрно-зелёный триколор Ливии. Началась новая волна признания Переходного Национального Совета законной властью Ливии на международной арене (почти 60 государств), восстановлено членство Ливии в Лиге Арабских государств, который также признал Переходный Национальный Совет легитимной властью Ливии.
1 сентября 2011 года Россия и Украина, получив гарантии выполнения заключённых во время правления Каддафи международных договоров и обязательств, официально признали ливийский Переходный Национальный Совет Ливии легитимной властью Ливии.
В начале сентября после обнаружения в Триполи документов ливийских спецслужб, стало известно, что ЦРУ, МИ-6, а также другие западные спецслужбы, в частности, в 2000-х годах, активно сотрудничали с режимом Каддафи.